# Leandro Machado
Leandro Machado Nascimento, mais conhecido como Leandro Machado (Santo Amaro da Imperatriz, 22 de março de 1976), é um ex-futebolista brasileiro que atuava como atacante.

## Carreira
Leandro começou a jogar futebol nas divisões de base do Avaí, contudo, despontou como profissional no Internacional. Seu primeiro gol como profissional foi marcado contra o Sport Recife, em 1994. Foi convocado para a Seleção principal e pré-olímpica jogando pelo Colorado.
Em seguida, em 1996, foi jogar na Europa, onde atuou pelo Valencia da Espanha. Pelo clube, foi punido por indisciplina quando imitou um cachorro urinando na bandeirinha de escanteio na comemoração de um gol. Em toda a sua passagem pelo time espanhol, jogou 26 partidas (19 como titular), fez 10 gols e deu uma assistência.
Apesar de ter sido artilheiro da equipe em meia temporada foi para o Sporting CP, de Portugal, onde foi ídolo. Porém, teve problemas disciplinares e foi emprestado para o Tenerife.
Em 1999, o Flamengo buscava um parceiro de ataque para Romário e o clube enxergou em Leandro, o parceiro ideal. No clube, teve de incorporar o sobrenome Machado, já que o Flamengo contava com o volante Leandro Ávila. Começou muito bem, sendo um dos destaques do time campeão do Campeonato Carioca de 1999 e sendo também importante na conquista da Mercosul daquele ano, o que chegou a ser cogitada uma nova convocação para a Seleção Brasileira. Porém, Leandro teve uma grave lesão no joelho e em 2001 foi emprestado para o Internacional, clube que o revelou, para disputar o Brasileiro daquele ano e retornou ao Rubro-Negro em 2002. Leandro Machado conquistou 9 títulos pelo rubro negro, atuou em 100 jogos e marcou 39 gols.
Foi jogar no futebol da Ucrânia, onde conquistou o campeonato nacional e a Copa da Ucrânia depois que saiu do país pela segunda vez. Foi o primeiro brasileiro na historia do Dinamo de Kiev.
Em 2004, esteve no Santos, onde ficou até julho, participando do título brasileiro do clube naquele ano.
Jogou também em clubes do México, Olimpia do Paraguai e no Ulsan Hyundai da Coreia do Sul, onde foi o melhor atacante em 2005.
Em 2008, se transferiu para o Sport Recife, onde conquistou o Campeonato Pernambucano e a Copa do Brasil. Um dos gols feito pelo Sport foi contra o próprio Internacional, que o revelou para o futebol, na Copa do Brasil deste mesmo ano.
Porém, no mesmo ano de 2008, após graves lesões nos joelhos, resolveu encerrar sua carreira como jogador, aos 32 anos de idade.

## Títulos
Internacional
- Campeonato Gaúcho: 1994
- Torneio Mercosul: 1996

Flamengo
- Taça Guanabara: 1999
- Campeonato Carioca: 1999, 2000 e 2001
- Copa Mercosul: 1999
- Troféu São Sebastião: 2000
- Taça Rio: 2000 e 2001
- Copa dos Campeões: 2001

Dínamo Kiev
- Copa da Ucrânia: 2002
- Campeonato Ucraniano: 2003

Santos
- Campeonato Brasileiro: 2004

Ulsan Hyundai
- Campeonato Sul-Coreano: 2005
- Supercopa da Coreia do Sul: 2006
- Copa da Coreia do Sul: 2007
- A3 no Japão: Coreia-Japão-China

Sport
- Campeonato Pernambucano: 2008
- Copa do Brasil: 2008

Seleção Brasileira
- Torneio de Toulon: 1995
- Torneio Pré-Olímpico: 1996

Artilharia
- Torneio Mercosul de 1996
- Torneio de Toulon de 1995
- K-League 2005